# ابرهارد کارل
ابرهارد کارل (انگلیسی: Eberhard Carl؛ زادهٔ ۱۳ مهٔ ۱۹۶۵) بازیکن فوتبال اهل آلمان است.
از باشگاه‌هایی که در آن بازی کرده‌است می‌توان به باشگاه فوتبال کارلسروهه اشاره کرد.